# Boana (genre)
Genre
Boana est un genre d'amphibiens anoures de la famille des Hylidés.

## Liste des espèces
Selon Amphibian Species of the World (9 juin 2017) :
- Boana aguilari (Lehr, Faivovich, & Jungfer, 2010)
- Boana albomarginata (Spix, 1824)
- Boana albonigra (Nieden, 1923)
- Boana albopunctata (Spix, 1824)
- Boana alemani (Rivero, 1964)
- Boana alfaroi (Caminer & Ron, 2014)
- Boana almendarizae (Caminer & Ron, 2014)
- Boana atlantica (Caramaschi & Velosa, 1996)
- Boana balzani (Boulenger, 1898)
- Boana bandeirantes (Caramaschi & Cruz, 2013)
- Boana beckeri (Caramaschi & Cruz, 2004)
- Boana benitezi (Rivero, 1961)
- Boana bischoffi (Boulenger, 1887)
- Boana boans (Linnaeus, 1758)
- Boana botumirim (Caramaschi, Cruz, & Nascimento, 2009)
- Boana buriti (Caramaschi & Cruz, 1999)
- Boana caingua (Carrizo, 1991)
- Boana caipora (Antunes, Faivovich, & Haddad, 2008)
- Boana calcarata (Troschel, 1848)
- Boana callipleura (Boulenger, 1902)
- Boana cambui (Pinheiro, Pezzuti, Leite, Garcia, Haddad, & Faivovich, 2016)
- Boana cinerascens (Spix, 1824)
- Boana cipoensis (Lutz, 1968)
- Boana cordobae (Barrio, 1965)
- Boana crepitans (Wied-Neuwied, 1824)
- Boana curupi (Garcia, Faivovich, & Haddad, 2007)
- Boana cymbalum (Bokermann, 1963)
- Boana dentei (Bokermann, 1967)
- Boana diabolica (Fouquet, Martinez, Zeidler, Courtois, Gaucher, Blanc, Lima, Souza, Rodrigues, & Kok, 2016)
- Boana ericae (Caramaschi & Cruz, 2000)
- Boana exastis (Caramaschi & Rodrigues, 2003)
- Boana faber (Wied-Neuwied, 1821)
- Boana fasciata (Günther, 1858)
- Boana freicanecae (Carnaval & Peixoto, 2004)
- Boana geographica (Spix, 1824)
- Boana gladiator (Köhler, Koscinski, Padial, Chaparro, Handford, Lougheed, & De la Riva, 2010)
- Boana goiana (Lutz, 1968)
- Boana guentheri (Boulenger, 1886)
- Boana heilprini (Noble, 1923)
- Boana hobbsi (Cochran & Goin, 1970)
- Boana hutchinsi (Pyburn & Hall, 1984)
- Boana jaguariaivensis (Caramaschi, Cruz, & Segalla, 2010)
- Boana jimenezi (Señaris & Ayarzagüena, 2006)
- Boana joaquini (Lutz, 1968)
- Boana lanciformis (Cope, 1871)
- Boana latistriata (Caramaschi & Cruz, 2004)
- Boana lemai (Rivero, 1972)
- Boana leptolineata (Braun & Braun, 1977)
- Boana leucocheila (Caramaschi & Niemeyer, 2003)
- Boana liliae (Kok, 2006
- Boana lundii (Burmeister, 1856)
- Boana maculateralis (Caminer & Ron, 2014)
- Boana marginata (Boulenger, 1887)
- Boana marianitae (Carrizo, 1992)
- Boana melanopleura (Boulenger, 1912)
- Boana microderma (Pyburn, 1977)
- Boana multifasciata (Günther, 1859)
- Boana nympha (Faivovich, Moravec, Cisneros-Heredia, & Köhler, 2006)
- Boana ornatissima (Noble, 1923)
- Boana palaestes (Duellman, De la Riva, & Wild, 1997)
- Boana paranaiba (Carvalho, Giaretta, & Facure, 2010)
- Boana pardalis (Spix, 1824)
- Boana pellucens (Werner, 1901)
- Boana phaeopleura (Caramaschi & Cruz, 2000)
- Boana picturata (Boulenger, 1899)
- Boana poaju (Garcia, Peixoto, & Haddad, 2008)
- Boana polytaenia (Cope, 1870)
- Boana pombali (Caramaschi, Pimenta, & Feio, 2004)
- Boana prasina (Burmeister, 1856)
- Boana pugnax (Schmidt, 1857)
- Boana pulchella (Duméril & Bibron, 1841)
- Boana pulidoi (Rivero, 1968)
- Boana punctata (Schneider, 1799)
- Boana raniceps (Cope, 1862)
- Boana rhythmica (Señaris & Ayarzagüena, 2002)
- Boana riojana (Koslowsky, 1895)
- Boana roraima (Duellman & Hoogmoed, 1992)
- Boana rosenbergi (Boulenger, 1898)
- Boana rubracyla (Cochran & Goin, 1970)
- Boana rufitela (Fouquette, 1961)
- Boana secedens (Lutz, 1963)
- Boana semiguttata (Lutz, 1925)
- Boana semilineata (Spix, 1824)
- Boana sibleszi (Rivero, 1972)
- Boana steinbachi (Boulenger, 1905)
- Boana stellae (Kwet, 2008)
- Boana stenocephala (Caramaschi & Cruz, 1999)
- Boana tepuiana (Barrio-Amorós & Brewer-Carias, 2008)
- Boana tetete (Caminer & Ron, 2014)
- Boana varelae (Carrizo, 1992)
- Boana wavrini (Parker, 1936)
- Boana xerophylla (Duméril & Bibron, 1841)

## Publication originale
- (en) John Edward Gray, « A Synopsis of the Genera of Reptiles and Amphibia, with a Description of some new Species », Annals of Philosophy, Londres, vol. n.s., vol. 10,‎ 12 juillet 1825, p. 193-217 (ISSN 0365-4915, OCLC 1481399, lire en ligne).